# 렉시콘 (기업)
렉시콘(Lexicon) 또는 렉시콘 오디오 컴퍼니(Lexicon Audio Company)는 미국의 오디오 음향장비 제조회사로 1971년에 설립되어 모기업인 하만 인터내셔널의 계열사다. 렉시콘의 개척은 1969년 MIT 아메리칸 데이터 사이언스 (American Data Science) 부문의 프랜시스 리 박사 (Dr. Francis Lee) 와 기술자 척 바그나시 (Chuck Bagnaschi) 에 의해 의학정보용 디지털 오디오를 개발하기 시작했다. 
1971-1988의 기간 동안 디지털 Reverb 및 Signal Processing 방면에서 두각을 나타내기 시작하였다.
현재는 전 세계 음악시장에서 80% 이상의 음원이 Lexicon 장비로 Processing되었으며, 헐리웃 영화 제작시 Lexicon장비와 JBL 스피커를 활용하여 Sound recording을 한다고 한다.

## 렉시콘의 생산품목
- 공연용 전문 오디오 생산 장비 (Professional audio production equipment)
- 홈시어터 장비 (Home theater equipment)
- 일반 소비자용 오디오 (Consumer audio)
- 카오디오 시스템 로직세븐 (Car audio systems by Logic 7)
- 카오디오 시스템 퀀텀로직서라운드 (Car audio system by QuantumLogic Surround)
- 극장용 시스템 QLI (QuantumLogic™ Immersion Processor)

### 차량용 렉시콘 오디오 장착차종
- 롤스로이스 팬텀
- 현대 에쿠스 (2세대 모델)
- 현대 제네시스
- 제네시스 G90
- 제네시스 G80
- 제네시스 GV80
- 제네시스 GV70
- 현대 아슬란
- 기아 K9
- 기아 모하비
- 기아 스팅어

### 수상 경력
- 2014년도 미국 Grammy Technical Award